# Церква Святої Параскеви Терновської (Верхняківці)
Церква Святої Параскеви Терновської у Верхняківцях — парафія і храм греко-католицької громади Борщівського деканату Бучацької єпархії Української греко-католицької церкви в селі Верхняківці Чортківського району Тернопільської области. Пам'ятка архітектури місцевого значення.

## Історія церкви
Греко-католицька парафія існувала ще з минулого століття і мала свою церкву, яка, на жаль, згоріла у 1874 році. Через два роки, у 1876 році, пан Чарковський із села Висічка почав будівництво нового кам'яного храму за участю італійських будівельників. Освячення церкви відбулося у 1898 році.
До 1946 року парафія і храм належали до УГКЦ. З 1946 по 1989 рік церкву закрила державна влада. У 1989—1990 роках сільська громада розділилася на греко-католиків та вірних УАПЦ, і останні забрали приміщення церкви у постійне користування.
Греко-католики спочатку проводили богослужіння під хрестом, встановленим на старому кладовищі на честь скасування панщини у 1848 році. Цей хрест було відновлено 21 жовтня 1990 року.
З 2007 року греко-католицька громада проводить Святі Літургії в костелі Святого Антонія (1901), який вони облаштували під церкву. Постійним меценатом є Роман Сельський. 10—17 березня 2002 року на парафії відбулася Свята Місія, яку проводили о. Симон, ЧСВВ, с. Євгенія, ЗСПР, та с. Анастасія, ЗСПР.
При парафії діє братство «Матері Божої Неустанної Помочі», яке очолює Ярослава Яловіца.
Біля храму знаходиться фігура Матері Божої.

## Парохи
- о. Аскольд, ЧСВВ,
- о. Олег Косован,
- о. Микола Бугера,
- о. Р. Савич,
- о. Михайло Манькут (адміністратор з 2008).